# 子どもと幼児ケアの専門家団体
Professional Association for Childcare and Early Years (PACEY)は、ロンドンに本拠を置き、イングランドとウェールズで活動する慈善団体であり、会員制組織である。基準を設定する組織として、ベスト・プラクティスを推進し、保育の専門家が高水準のケアと学習を提供できるよう支援している。

## 歴史
PACEYは1977年にNational Childminding Association (NCMA)として、登録チャイルドマインダー、地方自治体スタッフ、親たちの小さなグループによって設立された。当初は英国内を対象としていたが、現在はScottish Childminding Association (SCMA)とNorthern Ireland Childminding Association (NICMA) がスコットランドと北アイルランドのチャイルドマインダーを支援している。チャイルドマインダーやベビーシッターだけでなく、保育士にも会員が広がったことと、会員のプロ意識が高まったことを反映し、NCMAは2013年3月にProfessional Association for Childcare and Early Yearsに名称を変更した。 

## 組織
PACEYの代表（2013年3月より）は育児の専門家で作家のペニー・タッソーニ。2020年11月からの会長はエイミー・ペイジ博士。2005年12月からはリズ・ベイラムが最高経営責任者を務めている。
PACEYの本社はケント州ブロムリーにある。また、ウェールズのカーディフにもオフィスがある。 

## チャイルドマインダーとベビーシッターの登録
登録しているチャイルドマインダーは、通常、チャイルドマインダーの自宅で、8歳未満の1人または複数の子供を1日合計2時間以上、報酬を得て世話をする。チャイルドマインダーは通常、自営業者であり、子どもたちに安全で刺激的な環境を提供しているかどうか、イングランドのOfstedまたはウェールズのCare and Social Services Inspectorate (CSSIW) による検査を受けている。
登録チャイルドマインダーとは異なり、ベビーシッターは子供の親が雇い、子どもの家で子守をする。イギリスのOfstedやウェールズのCSSIWに登録する必要はない。しかし、保護者に安心してもらうために、前科がないかどうかの厳しいチェック、救急処置、基本的な保育トレーニングを受けていることを、自発的にOfstedへ登録、またはCSSIWのVoluntary Approval Schemeに参加できる。

## 研究
2005年の年次総会で、当時の会長である英国の保育専門家ペネロペ・リーチ博士は英国の保育に関する最長かつ最も詳細な調査結果の詳細を説明した。その結果、母親に見守られている幼児は、保育園やチャイルドマインダー、親戚に見守られている幼児に比べて、発達テストの結果が有意に優れていると結論づけた。また、乳幼児が集団保育を受けた場合、最も悪い結果となった。また、友人や祖父母などの親戚に預けられた乳幼児は母親に次いで高い評価を受けた。リーチ博士と同僚のKathy Sylva、Alan Steinによるこの研究は1998年に開始され、北ロンドンとオックスフォードシャーの1,200人の子供とその家族を対象とした。母親は赤ちゃんが生後3カ月のときにインタビューを受け、10カ月、18カ月、36カ月、51カ月のときにもインタビューを受けた。
2013年3月にPACEYが発表したレポート「Childcare - not just a job, a vocation」は、「Nursery World」誌と「NannyTax」との共同調査に基づいており、チャイルドマインダー、保育士、ベビーシッターの間では低賃金と地位の低さが保育職全体の問題であることがわかった。それにもかかわらず、この調査では保育士の給料1ポンドにつき、7〜9.50ポンド相当の利益を社会にもたらしていることがわかった。
2013年9月、PACEYが2,000人以上の英国の保育士、保護者、教師を対象に行った調査によると、幼児が学校に入る準備ができているかどうかを示す指標として、主要な学力よりも社会性や自立性が高く評価されていることがわかった。

## 活動
2001年には、チャイルドマインダーが乳幼児を叩いたり、保護者の同意を得て子どもの目の前で喫煙したりすることを認める政府の新規制の撤回を求めてキャンペーンを行った。
2012年4月、英国政府に対してチャイルドマインダーの個別登録と検査を維持するよう求めるキャンペーン「Individual Inspection Matters」を開始した。このキャンペーンは政府がチャイルドマインダーを現行の検査・規制システムから切り離そうとしており、それによって規制緩和や「軽いタッチ」での規制が行われるのではないかという懸念を受けて立ち上げられた。このキャンペーンでは、Ofstedの個別検査から離れることで、チャイルドマインダーの専門家としての地位が脅かされるのではないかという懸念が示さた。
2013年3月、PACEYの共同最高責任者であったキャサリン・ファレルは、イングランドで保育者が預かることのできる子どもの数を増やし、チャイルドマインダー・エージェントを導入するという政府の計画について、「保育の質を低下させる可能性がある」と批判した。
PACEYの雑誌The Childcare Professionalは2か月ごとに発行されている。 
メンバーは健康と福祉、育児と幼児、および法律上の3種類の相談窓口があります。 

## 参照
- スコットランドチャイルドマインド協会（英語）
- 北アイルランドチャイルドマインド協会（英語）
- 育児
- 幼少期の教育
- 小児発達
- ベビーシッター（チャイルドマインダーはそこにリダイレクトします）